# Jung Young-sik
Jung Young-sik (Corea del Sur, 20 de enero de 1992) es un jugador profesional de tenis de mesa surcoreano, ganador del Abierto de Alemania en la categoría de dobles masculino, junto a su compañero el también surcoreano Lee Sang-su, en el año 2017.
En el Campeonato Mundial por equipos de Tenis de Mesa 2018 ganó la medalla de bronce por equipos, tras China y Alemania.